# Hydriomena meridianata
Hydriomena meridianata är en fjärilsart som beskrevs av Mcdunnough 1954. Hydriomena meridianata ingår i släktet Hydriomena och familjen mätare. Inga underarter finns listade i Catalogue of Life.